# Brains-sur-Gée
Brains-sur-Gée är en kommun i departementet Sarthe i regionen Pays de la Loire i nordvästra Frankrike. Kommunen ligger i kantonen Loué som tillhör arrondissementet La Flèche. År 2022 hade Brains-sur-Gée 781 invånare.

## Befolkningsutveckling
Antalet invånare i kommunen Brains-sur-Gée
| Referens: INSEE |